# Compagnie Marat
La Compagnie Marat est l'une des armées révolutionnaires qui ont vu le jour en 1793, pendant la Révolution française. Créée par un arrêt du comité révolutionnaire de Nantes en date du 14 octobre 1793 et attachée à ce comité, elle était chargée de missions de surveillance et de répression dans la région nantaise pendant la guerre de Vendée.

## Historique de la compagnie Marat
Au lendemain de la victoire contre les insurgés vendéens (29 juin 1793), la solidarité née à cette occasion parmi la population s'effrite devant le chômage qui frappe les classes populaires, également menacées par la disette. Devant les dénonciations du club populaire de Saint-Vincent, qui attaque « ces messieurs du commerce », le représentant en mission Philippeaux destitue la municipalité, remplacée par des hommes de la société populaire, en septembre 1793. De même, il décide la création d'un comité révolutionnaire et d'un tribunal révolutionnaire, recruté parmi le même personnel sans-culotte.
Le 14 octobre 1793, le comité crée par arrêté une armée révolutionnaire qui prend d'abord le nom de « compagnie Brutus ». Elle prend son nom définitif lors de son installation par le comité révolutionnaire de Nantes, le 1er novembre 1793. Composée de 60 hommesrecrutés sur le port, à 10 livres par jour, elle est placée sous le commandement de Louis Fleury, élu capitaine.
La compagnie Marat fait partie des 56 armées révolutionnaires recensées par Richard Cobb dans les départements et considérées par lui comme un rouage essentiel du système de la Terreur. Composées d'artisans plutôt que de véritables prolétaires, ces armées « représentent la Terreur ambulante, la Terreur au village, elles font peur, et c'est bien le but de leurs créateurs : ce sont les instruments de vigilance et de vengeance, chargés de châtier les coupables, de frapper de terreur les tièdes et les indifférents, de régénérer l'esprit public par la force, de ravitailler les marchés urbains par la force... La création de ces armées représentent le triomphe de la violence érigée en méthode politique et parfois, un but en elle-même ». Pour Richard Cobb, « plutôt que des brutes sanguinaires », les membres des armées révolutionnaires « sont des prédicateurs civiques, conscients de leur importance, animés surtout d'une grande volonté punitive, doublée parfois de quelques vagues idées de niveleurs primitifs ».
Déjà en place lors de l'arrivée à Nantes de Jean-Baptiste Carrier à Nantes, elle agit pour le comité révolutionnaire et entre bientôt en concurrence avec la police secrète créée par le représentant. Cette querelle de compétences crée un conflit entre les sans-culottes locaux et le député, qui aboutira au rappel de Carrier« à sa demande » le 8 février 1794.
Le 8 frimaire (28 novembre), un arrêté de Carrier « subordonne entièrement les opérations de la compagnie Marat » à la surveillance du comité, interdisant « aucune arrestation, aucune descente sans en avoir prévenu le comité de surveillance, et sans en avoir obtenu un réquisitoire de trois membres au moins du comité. » Le 2 nivôse (22 décembre), il écrit au comité pour lui ordonner d'exiger des membres de la compagnie la restitution de tous les brevets qui leur avaient confié des pouvoirs.
Le 7 janvier 1794, le comité révolutionnaire de Nantes nomme huit commissaires en remplacement de la compagnie ; 7 d'entre eux sont d'anciens « Marat ».

## Identification de quelques «Marat»
Une trentaine de « Marat » ont pu être identifiés, parmi lesquels:
- Jean Boulay, 26 ans, cordonnier, né au Mans;
- Jean Boussy, 45 ans, marchand de parasols, né à Chassagne (Puy-de-Dôme);
- Édouard Bouvier, 30 ans, charpentier;
- Julien Charretier, 32 ans, marchand boutiquier, né à Nantes;
- François Coron, 40 ans, ex-procureur;
- Julien Cousin, 35 ans, tonnelier, né à Nantes, beau-frère de Vie, membre du comité révolutionnaire de Nantes;
- Nicolas Crépin ou Crespin, 38 ans, perruquier, qualifié également de limonadier, né à Nantes;
- Joseph Dubreuil, 40 ans, bijoutier;
- Paul Ducout, 37 ans, perruquier, né à Poitiers;
- Louis Fleury, capitaine, commandant la compagnie;
- Jean Gauthier, 41 ans, coutelier, né à Nantes;
- Claude Giret, 39 ans, peintre;
- Jacques Guyot, 27 ans, cloutier;
- Nicolas Jomard, 29 ans, marchand, établi en l'an III à Montlhéry;
- Jean-Baptiste Joly, 50 ans, fondeur, membre du comité révolutionnaire de Nantes;
- René Naud, dit Naud l'aîné, âgé de 43 ans, négociant en armes avant la Révolution, qualifié aussi d'« armateur » (il aurait armé un bâtiment de 18 canons avant la Révolution), quartier-maître de la compagnie nommé par Carrier, demeurant sur le quai des Gardes-françaises et frère de Louis Naud, membre du comité nantais;
- Julien Petit, 32 ans, tonnelier;
- Joseph Pinatel, 41 ans, perruquier ou ex-perruquier;
- Joseph Poulet, cordonnier;
- Jean Prou, 39 ans, cloutier, membre du comité révolutionnaire de Nantes, qualifié également de membre de la compagnie, sans que la chose soit sûre;
- Jean-Claude Richard, 33 ans, marchand chapelier, né à Dijon, adjudant de la compagnie;
- Jacques Sauvage, 44 ans, tonnelier[9].

Plusieurs anciens « Marat » ont été jugés avec le comité révolutionnaire de Nantes (16 octobre-16 décembre 1794), mais ont tous été acquittés.
Selon Alain Gérard, la compagnie se compose d'« artisans plus ou moins déclassés » et de « marginaux ». Pour Richard Cobb, en revanche, elle « est composée comme la Société Vincent-la-Montagne elle-même, d'artisans, de petits boutiquiers », « les Marat ne sont pas des gens riches. Certains l'ont été, mais ont perdu leur fortune à la suite de la Révolution, d'autres semblent avoir fait de mauvaises affaires ». De son côté, Jean-Clément Martin juge que « l'ensemble est un mélange de négociants, d'artisans, de petits boutiquiers et de prolétaires des métiers de luxe. Les Marat ne sont pas riches, mais certains l'ont été et ont perdu leur fortune. Quelques-uns ne sont que des éléments de droit commun, tous n'en sont pas ».